# Morgan Scroggy
Morgan Leigh Scroggy (2 de agosto de 1988) es una deportista estadounidense que compitió en natación. Ganó dos medallas en el Campeonato Pan-Pacífico de Natación de 2010, oro en 4 × 200 m libre y plata en 200 m libre.

## Palmarés internacional
| Campeonato Pan-Pacífico | Campeonato Pan-Pacífico | Campeonato Pan-Pacífico | Campeonato Pan-Pacífico |
| Año                     | Lugar                   | Medalla                 | Prueba                  |
| ----------------------- | ----------------------- | ----------------------- | ----------------------- |
| 2010                    | Irvine (Estados Unidos) | Medalla de oro          | 4 × 200 m libre         |
| 2010                    | Irvine (Estados Unidos) | Medalla de plata        | 200 m libre             |